# 恒春草蜥
恒春草蜥（学名：Takydromus sauteri），又名恆春草蜥、梭德氏舅母蛇、南臺草蜥、南台草蜥，为蜥蜴科草蜥属的爬行动物，是台灣的特有物种。分布于台灣本島。该物种的模式产地在恆春。

## 描述
體長6~7公分，尾長可為體長2~5倍。雌雄體色略有不同，雌性背部呈一致的翠綠或深綠色，腹部呈淡綠色，體型較大；雄性背部前半段較多綠色，越往後褐色越多，腹部則呈淺黃色。一般具一對鼠蹊孔與四對頦下鱗。

## 習性
日行性，以昆蟲及小型節肢動物為食。尾巴有纏繞攀附及平衡功能，不會輕易自割。

## 分布
台灣特有種，分布於台灣南部的台南、高雄、屏東、台東與蘭嶼等地，南投與花蓮也有少量的分布。

## 棲地
多分布於台灣南部海拔1000公尺以下地區，最高可達海拔1500公尺，常出沒於森林邊緣的草叢。

## 保育
- 台灣為其他應予保育（III）的保育類野生動物。
- 本种于2023年被收录入《有重要生态、科学、社会价值的陆生野生动物名录》[4]。